# Деонтей Вайлдер
Деонтей Вайлдер  (англ. Deontay Wilder, 22 жовтня 1985) — американський боксер, бронзовий олімпійський медаліст у важкій вазі (до 91 кг). Чемпіон світу у важкій вазі за версією WBC (2015—2020). Загалом переміг 8 бійців за титул чемпіона світу у важкій вазі. Виграв 2 бої (обидва проти Луїса Ортіса), отримавші оцінку «5 зірок» від BoxRec. Безперервно входить в десятку найкращих важковаговиків світу за підсумком року за версією BoxRec з 2012, найкраща позиція — 2 (2016—2019).

## Аматорська кар'єра
Бокс на літніх Олімпійських іграх 2008
- Переміг Абделязіза Тоулбіні (Алжир) 10:4
- Переміг Мохамеда Арджауї (Марокко) 10+:10
- Програв Клементе Руссо (Італія)7:1

## Професійна кар'єра
Деонтей дебютував у профібоксі 15 листопада 2008 року.
15 грудня 2012 року виграв вакантний титул чемпіона континентальної Америки за версією WBC.
Вигравший у травні 2014 року вакантний титул чемпіона світу за версією WBC Бермейн Стіверн був зобов'язаний негайно дати бій обов'язковому претенденту, який визначився 15 березня 2014 року в бою Деонтей Вайлдер - Малік Скотт. Вайлдер у своєму стилі нокаутував Скотта вже в середині першого раунду.

### Вайлдер проти Стіверна
Бій за звання чемпіона WBC Деонтей Вайлдер - Бермейн Стіверн відбувся 17 січня 2015 року в Лас-Вегасі. Перед поєдинком було багато словесних перепалок між боксерами. Зокрема Стіверн ставив під сумнів рекорд суперника 32 перемоги, з яких усі нокаути. Але попри чемпіонський статус Стіверна, він отримав менший гонорар ніж Вайлдер ($1 млн у Вайлдера і $900 тис. у Стіверна). Бій пройшов за повного домінування американця, який був близький до дострокової перемоги. Одним з вирішальних факторів був джеб Вайлдера, який він успішно використовував. Вайлдер переміг одноголосним рішенням суддів 120-107, 119-108.118-119 . Він став першим американським чемпіоном світу з 2006 року.

### Вайлдер проти Моліни
Вайлдер для першого добровільного захисту титулу 13 червня 2015 року обрав співвітчизника Еріка Моліну, боксера без особливих досягнень в кар'єрі. Моліна продемонстрував відмінну стійкість, але чемпіон надсилав його у нокдаун двічі у четвертому раунді, один раз у п'ятому, а у 9 раунді важким ударом звалив Еріка на поміст рингу учетверте, і рефері зупинив бій, не відкриваючи відлік.

### Наступні захисти титулу
Далі у Вайлдера була можливість провести об'єднавчий бій з чемпіоном за версіями WBA, WBO і IBF українцем Володимиром Кличко або з офіційним претендентом за версією WBC росіянином Олександром Повєткіним, але Деонтей вирішив за краще провести захист 26 вересня 2015 року проти француза Жоана Дюапа, якого зупинив достроково у 11 раунді, а потім ще один (третій) добровільний захист 16 січня 2016 року проти поляка Артура Шпільки, якого жорстко нокаутував у 9 раунді.
Світова боксерська рада зобов'язала Вайлдера провести наступний поєдинок проти обов'язкового претендента Олександра Повєткіна. Після проведення промоутерських торгів право на проведення бою отримала компанія "Мир бокса", яка заплатила за це право $7,15 млн, в той час як запропонована промоутерами Вайлдера сума була значно меншою — $5,1 млн. Місцем бою, який мав відбутися 21 травня 2016 року, компанія "Мир бокса" обрала 14-тисячну арену Палацу спорту Мегаспорт в Москві. Але довгоочікуваний багатьма бій не відбувся, оскільки менш ніж за неділю до бою в одній з допінг-проб Повєткіна була виявлена мікроскопічна доля мельдонія. Команди суперників обмінювалися в пресі думками щодо того перенесений бій чи відмінений, а рішення після ретельного розгляду справи мала прийняти Світова боксерська рада.
Деонтей Вайлдер і його промоутер Лу Дібелла звернулися з позовом у Федеральний окружний суд Нью-Йорка на Олександра Повєткіна і його промоутерів за зрив бою, але після тривалого протягом 3,5 років розгляду справи програли суд на $4,4 млн російському боксеру.

### Вайлдер проти Ареоли
Поки тривав розгляд справи Повєткіна Світовою боксерською радою, Вайлдер провів 16 липня 2016 року ще один добровільний захист титулу проти співвітчизника Кріса Ареоли, здобувши переконливу перемогу технічним нокаутом Кріса у 8 раунді. До того Деонтей мав можливість закінчити бій у четвертому раунді, коли надсилав Ореолу у нокдаун, ледь не нокаутувавши. Після бою Вайлдер - Ареола стало зрозуміло, що бою Вайлдер - Повєткін найближчим часом точно вже не буде, оскільки в бою у Вайлдера стався перелом правої руки і розрив правого біцепса.

### Вайлдер проти Вашингтона
25 лютого 2017 року відбувся бій Деонтей Вайлдер - Джеральд Вашингтон. Вайлдер уп'яте захистив титул чемпіона WBC, здобувши перемогу технічним нокаутом у 5 раунді. За бій Вайлдер отримав $900 тис., а Вашингтон — $250 тис.

### Вайлдер проти Стіверна II
4 листопада 2017 року Вайлдер провів другий бій проти Стіверна, який єдиний із усіх суперників зумів протриматися проти Деонтея відведені 12 раундів. В другій їхній зустрічі Вайлдер не дав Стіверну жодного шансу, закінчивши поєдинок ще в першому раунді. На третій хвилині бою Деонтей потужним ударом правою надіслав Бермейна в нокдаун, після продовження бою знов брутально збив його з ніг, а після чергового продовження просто забив Стіверна під канати. Рефері, попри те, що вже пролунав гонг на перерву, зупинив бій.
Гонорар Вайлдера за цей бій склав $1,4 млн, а Стіверна — $506 тис.

### Вайлдер проти Ортіса
Дуже видовищним видався бій Деонтей Вайлдер (39-0, 38КО) - Луїс Ортіс(28-0, 24КО), який відбувся 3 березня 2018 року .
Їх бій планувався ще у 2017 році, і бійці досягли згоди боксувати 4 листопада, але наприкінці вересня Ортіс попався на допінгу, і бій Вайлдера з Ортісом у листопаді не відбувся.
Тим не менше, зацікавленість у зустрічі двох непереможних нокаутерів була дуже високою, і вони уклали нову угоду про бій 3 березня. Поєдинок, який пройшов у Нью-Йорку, розпочався спокійно з невеликою перевагою кубинця. Вайлдер не ризикував, чекаючи помилок Ортіса. У 5 раунді Деонтей вибухнув контратакою і провів коронний прямий правою удар, зваливши Луїса в нокдаун. Від добиття того врятував гонг на перерву. У 7 раунді вже Ортісу вдалося потрясти Вайлдера, і , затиснувши його біля канатів, він засипав Деонтея ударами. На жаль для кубинця він не зумів добити чемпіона і, витративши багато сил, почав уповільнюватися у 8 раунді. Відновившись, Вайлдер у 10 раунді знов потряс Ортіса, надіслав двічі у нокдаун, і після другого нокдауна рефері зупинив бій.
Гонорар американця склав $2,1 млн, кубинця —— $500 тис.

### Вайлдер проти Ф'юрі
1 грудня 2018 року у Стейплс-центрі, Лос-Анджелес відбувся найочікуваніший бій року у важкій вазі між чемпіоном WBC Деонтеєм Вайлдером і одним із самих цікавих боксерів-важковаговиків британцем Тайсоном Ф'юрі. Очікувалося, що переможець цього бою зустрінеться з іншим британцем Ентоні Джошуа в бою за абсолютне чемпіонство.
Перед боєм фаворитом був американець і було багато сумнівів, чи витримає Ф'юрі, який лише недавно повернувся в бокс після добровільних дворічних канікул, натиск Вайлдера, і чи не заради тільки гонорару він погодився на цей бій.
Бій Вайлдера і Ф'юрі сильнішого не виявив. Поєдинок тривав 12 раундів, в яких Ф'юрі двічі (у 9 і 12 раундах) побував у нокдаунах, але зумів піднятися і продовжити бій. Ф'юрі чудово захищався, був легким на ногах і впевнено просувався до перемоги за очками, однак зайва самовпевненість зіграла з ним наприкінці поєдинку злий жарт, особливо у 12 раунді, коли здавалося, що доля бою вже вирішена ударом вражаючої сили Вайлдера. Але Тайсон піднявся і не дав Деонтею не тільки закінчити бій достроково, але і перемогти. Думки суддів щодо переможця розділилися — 115-111 (Вайлдер), 114-110 (Ф'юрі) і 113-113. Вайлдер провів перший непереможний бій.
За бій Вайлдер заробив $4 млн, а Ф'юрі — близько $3 млн. Крім того бійці отримали відсотки від продажу квитків і від виручки за трансляцію боя.
Відразу після бою Вайлдер і Ф'юрі на словах погодилися провести негайний реванш, але вже у лютому 2019 року Ф'юрі підписав контракт із ESPN і вирішив перед реваншем провести пару проміжних боїв.

### Вайлдер проти Брізіла
Вайлдер 18 травня 2019 року провів черговий захист титулу проти, здавалося, небезпечного панчера Домініка Брізіла (20-1, 18 КО). Бій тривав менше 3 хвилин і закінчився глибоким нокаутом Брізіла після потужного прямого правою Вайлдера.

### Вайлдер проти Ортіса II
Невдовзі після перемоги над Брізілом Деонтей оголосив про майбутній матч-реванш з Луїсом Ортісом, який мав відбутися у вересні. Але з часом дату бою перенесли на листопад.
Другий поєдинок Деонтей Вайлдер - Луїс Ортіс пройшов 23 листопада 2019 року у Лас-Вегасі і транслювався за системою Pay-per-view на каналі Fox.
Реванш задовольнив очікування усіх вболівальників. Другу зустріч Вайлдер - Ортіс чемпіон WBC закінчив достроково видовищним брутальним нокаутом у 7 раунді після коронного удара прямою правою, хоча до цього моменту Луїс лідирував на картках суддів.
За бій Вайлдер отримав $20 млн, а Ортіс —— $7 млн.

### Вайлдер проти Ф'юрі II
23 лютого 2020 року відбувся довгоочікуваний другий бій Деонтей Вайлдер — Тайсон Ф'юрі, який закінчився достроковою перемогою претендента.
Ще до бою суперники позмагалися в епатажності виходу на ринг. З ударом гонгу Ф'юрі кинувся на Вайлдера, той відповідав джебом, але, здавалося, був не готовий до такого початку. В третьому раунді Ф'юрі надіслав Вайлдера в нокдаун, і надалі перевага британця тільки збільшувалася. В п'ятому раунді Вайлдер знов побував в нокдауні, а з Ф'юрі рефері зняв бал за те, що він постійно навалювався на американця. В сьомому раунді Ф'юрі затис Деонтея в куту ринга і методично засипав ударами. Рефері зупинив побиття Вайлдера (в цей час з кута чемпіона вилетів рушник). Вайлдер зазнав першої поразки в кар'єрі і втратив титул чемпіона.
Вайлдер важко сприйняв свою поразку, звинувативши Ф'юрі у нечесній грі, а також звільнивши свого тренера Марка Бреленда, який викинув рушник.

### Вайлдер проти Ф'юрі III
За умовами контракту Вайлдер мав право на реванш з Ф'юрі. Третій бій Вайлдер — Ф'юрі мав відбутися 18 липня 2020 року, але був перенесений на 19 грудня через пандемію коронавірусної хвороби. Перемовини щодо бою затягнулися, і сторона Ф'юрі заявила, що термін дії контракту завершився і третього бою не буде. Сторона Вайлдера подала судовий позов проти Ф'юрі. Арбітражний суд ухвалив рішення на користь Вайлдера і своєю постановою зобов'язав Вайлдера і Ф'юрі провести бій до 15 вересня 2021 року. Після цього зацікавлені сторони швидко узгодили дату третього бою — 24 липня 2021 року. Але через спалах коронавірусу в таборі британця бій перенесли і він відбувся 9 жовтня 2021 року знов у Лас-Вегасі. До бою обидва боксери підійшли з рекордною у боксерській кар'єрі вагою — 125,6 кг у Ф'юрі та 107,9 кг у Вайлдера.
У видовищному бою, з безсумнівною перевагою Ф'юрі, Вайлдер показав неймовірну стійкість. Глядачі побачили 4 нокдауна (по два рази на настилі рингу побували обидва боксери) і нокаут Тайсоном Деонтея у 11-му раунді.

## Особисте життя
Перша дитина Вайлдера від його колишньої подруги Хелен Дункан є його найстаршою донькою - Наєєю Уайлдер, яка народилася в 2005 році. У Вайлдера також є ще дві дочки і один син з Джессікою Скелз-Вайлдер, з якою він одружився у 2009 році, а згодом розлучився. Тепер[коли?] Вайлдер має  дитину з Telli Swift, з якою нині[коли?] він зустрічається  і його показали в реаліті-шоу, WAGS Atlanta. Закінчив Tuscaloosa Central High School в 2004 році і мріяв грати у футбол або баскетбол, за його рідне місто Alabama Crimson Tide  в штаті Алабама , але народження хворої його найстаршої дочки змусило його відвідати сусідній Шелтонський державний коледж і зосередитися на професійному боксі.
  Молодший брат Деонтея Марселос Вайлдер також є професійним боксером і нині[коли?] бореться у першій важкій вазі.